# Lee (marca)
Lee é uma marca americana de jeans, produzida pela primeira vez em 1924 em Salina, Kansas. A empresa é detida pela Kontoor Brands, um spin-off da divisão de vestuário Jeans da VF Corporation. Sua sede está atualmente em Merriam, Kansas, nos arredores de Kansas City, Missouri. A empresa afirma que eles são um varejista internacional e fabricante de roupas casuais e desgaste de trabalho e que eles têm mais de 400 funcionários nos Estados Unidos. Na Australásia, a marca é de propriedade da Pacific Brands desde 2007, depois de ter sido adquirida da Yakka.

## História

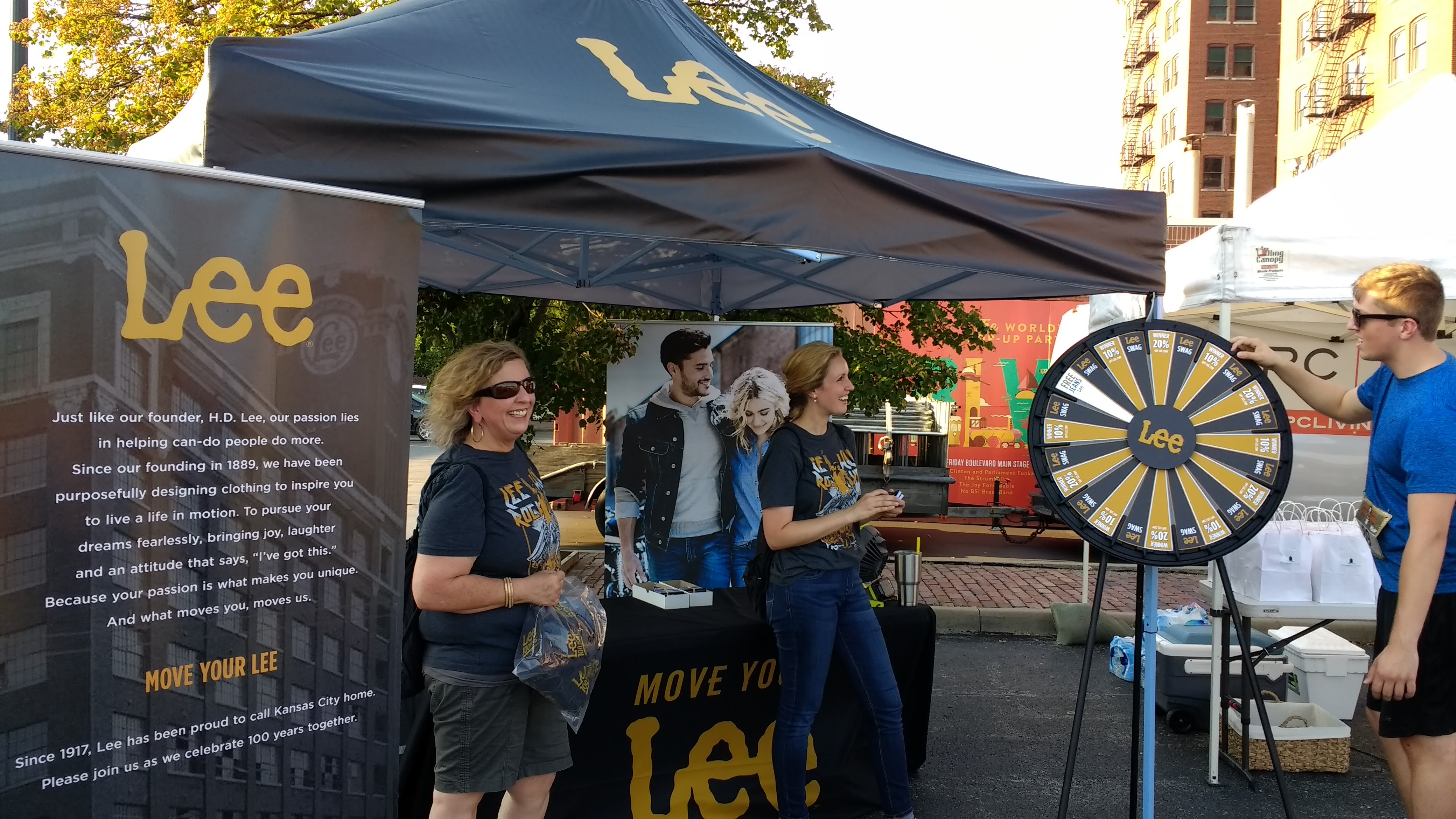
Um estande da Lee Jeans em uma corrida local de 5k em Kansas City

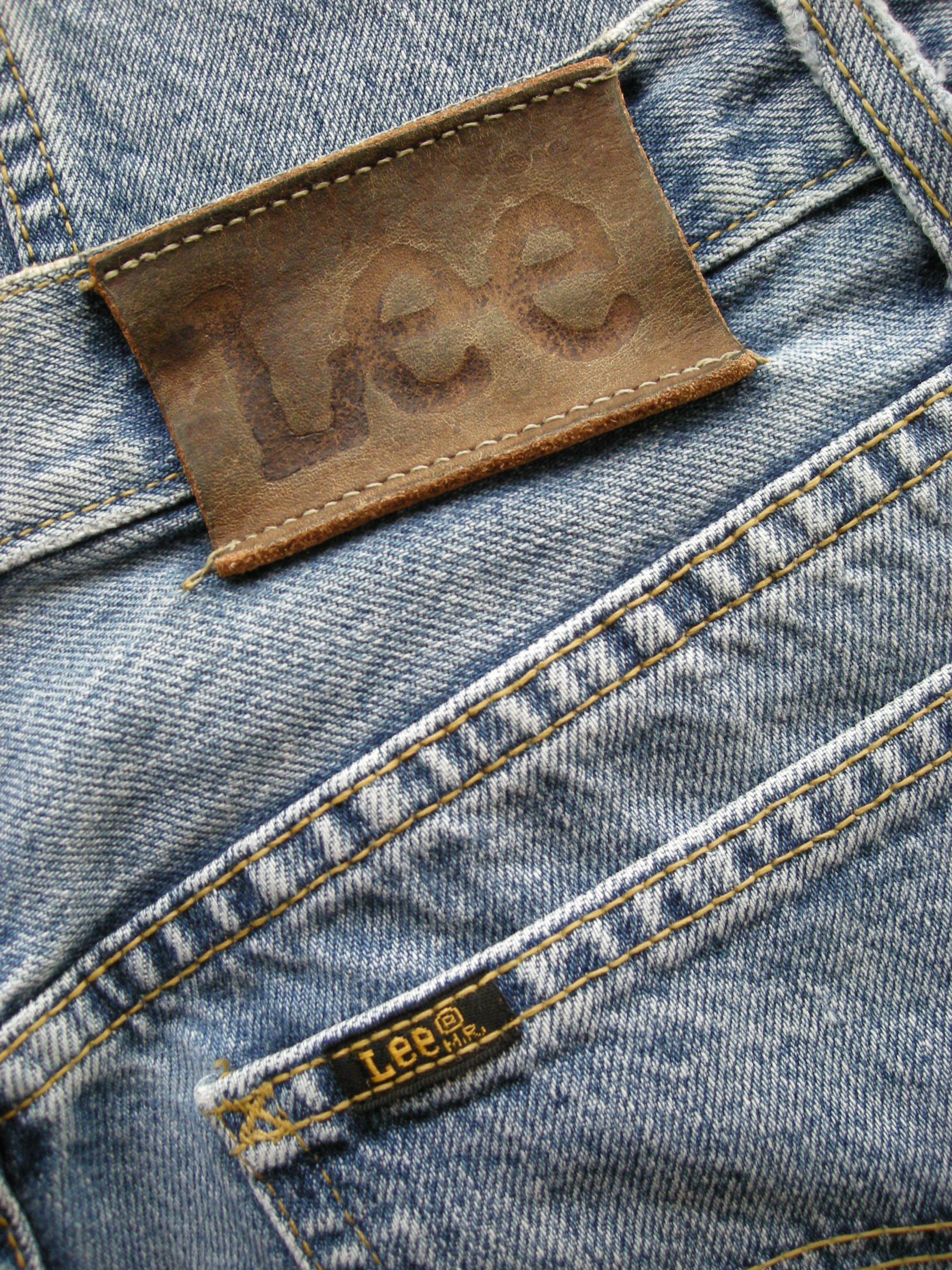
Etiqueta de identificação em uma calça de jeans Lee

A empresa foi formada em 1889 por Henry David Lee como a HD Lee Mercantile Company em Salina, Kansas, produzindo macacões e jaquetas. O crescimento de Lee foi impulsionado pela introdução do macacão de trabalho Union-All em 1913 e seu primeiro global em 1920. Mais tardee, 1924 produziu seu primeiro jeans, a Lee Cowboy Riveted, em 1924 a Lee introduziu uma mosca com zíper e continuou a se expandir. Por volta dessa época, a linha geral das primeiras crianças foi vendida. Em 1928, HD Lee, fundador e presidente da HD Lee Mercantile Company, morreu. Durante as décadas de 1930 e 1940, a empresa tornou-se a principal fabricante de roupas de trabalho nos EUA. Em 1944, o "S" preguiçoso tornou-se o bolso oficial de Lee. Uma inundação destruiu o centro de distribuição de Lee em Kansas City. Arruinou todo o estoque de mercadorias, exceto as bonecas Buddy Lee, que flutuavam. Em 1954, Lee expandiu-se em roupas casuais. Durante a década de 1960, a empresa expandiu para 81 países e em 1969 foi adquirida pela VF Corporation, tornando-se uma marca. Lee foi ao ar seu primeiro anúncio de televisão, que promoveu o desgaste ocidental de Lee. Na década de 1970, Lee mudou seu foco do negócio de roupas de trabalho e começou a atender aos ciclos da moda. Lee criou um novo ajuste para as mulheres sob o rótulo de Lee. Uma linha de roupas para meninos e meninas foi introduzida. Em 1996, a empresa lançou o Lee National Denim Day como parte do National Breast Cancer Awareness Month. Trabalhando com a Entertainment Industry Foundation, o Lee National Denim Day arrecadou mais de US $ 75 milhões para ajudar a financiar programas de pesquisa sobre o câncer de mama. Em 2014, a marca foi relançada em Paris pela loja Citadium Paris. Em 2019, Lee, Wrangler, Rock & Republic e VF Outlet foram separados da VF Corporation para a Kontoor Brands.

## Fabricação
Em 1981, 240 trabalhadores da fábrica em Greenock, Escócia, protagonizaram protestos contra os planos de mudar a fábrica para a Irlanda do Norte. O que foi planejado como um protesto de uma noite continuou por 7 meses. A partir de 2005, a Lee Jeans foi fabricada pela Arvind Mills em uma série de pequenas fábricas em Chamarajanagar, na Índia. Em todo o mundo, cerca de 60.000 trabalhadores produzem 5.000 calças de jeans por dia.

## Publicidade
Nos Estados Unidos, a empresa gasta mais de US$ 40 milhões por ano em publicidade. Em 2009, Olson foi apontado como a agência interativa líder para a marca americana e redesenhou seu website. A Barkley Inc. já havia lidado com publicidade interativa para a marca. A Arnold Worldwide continua a fornecer serviços de publicidade off-line para a marca.